# Давид Чалоян
Давид Чалоян (вірм. Դավիթ Չալոյան; 30 вересня 1997, Гюмрі) — вірменський боксер, призер чемпіонату світу серед аматорів.

## Боксерська кар'єра
На чемпіонаті світу 2021 став срібним призером.
- В 1/16 фіналу переміг Цотне Рогава (Україна) — 4-1
- В 1/8 фіналу переміг Крістіана Сальседо (Колумбія) — 4-1
- У чвертьфіналі переміг Лазізбека Муллажонова (Узбекистан) — 3-2
- У півфіналі переміг Мухаммада Абдуллаєва (Азербайджан) — 5-0
- У фіналі програв Марку Петровському (Росія) — 1-4

На чемпіонаті Європи 2022 програв у другому бою Аюб Гадфа (Іспанія).
На чемпіонаті світу 2023 програв у першому бою.
На Європейських іграх 2023 здобув дві перемоги, а у чвертьфіналі програв Делішесу Орі (Велика Британія).
На чемпіонаті Європи 2024 переміг Ахмеда Хагаг (Австрія) і програв Душану Велетичу (Сербія).
На Олімпійських іграх 2024 переміг Делішеса Орі (Велика Британія) і програв Аюб Гадфа (Іспанія).